# Медичний університет (станція метро)
Медичний університет (болг. Медицински университет) — станція лінії М3 Софійського метрополітену. Була відкрита 26 серпня 2020 року у складі першої пускової дільниці «Хаджі Димитар» — «Красне село» лінії М3.

## Опис
Станція розташована під вулицею "Г. Софійський ", на захід від рогу вулиці з бул. "П. Славейков ". Станція має два вестибюлі: східний з трьома входами і західний з двома. На інтер'єр станції сильно вплинула близькість декількох медичних установ, найбільшим з яких є Медична академія — великий болгарський національний медичний і академічний центр. Архітектурно станція виконана з акцентом на синій колір — від символу води і неба в природі до віри, безпеки та довіри в суспільстві. Художній образ цієї станції викликає позитивні емоції у пасажирів та відчуття спокою. Синій колір також є кольором медичних працівників. У східному вестибюлі встановлена декоративна тарілка з багатим античним бежево-блакитним візерунком, обрамлена мідною мозаїкою. Платформи мають довжину 105 м. Станція обладнана 6 ліфтами та 10 ескалаторами. На станції встановлено прозорі автоматичні платформні ворота заввишки 1,6 м з нержавіючими окантовками і 40-сантиметровими смугами з гладкої нержавіючої сталі внизу.